# Fort Wadsworth Light
Fort Wadsworth Light ist ein 1903 erbauter Leuchtturm oberhalb der Battery Weed auf Staten Island im New York Harbor. Das Leuchtfeuer markierte The Narrows, die Einfahrt zum New York Harbor. Es befindet sich unter der Verrazzano-Narrows Bridge.  Fort Wadsworth Light war ein Teil der Liegenschaften, die im März 1995 von der U.S. Navy an den National Park Service übertragen wurden, als die Gateway National Recreation Area eingerichtet wurde.
Die Tragweite des weißen Dauerlichtes betrug 14 Seemeilen (26 km). Die Optik wurde 1903 wahrscheinlich vom Fort Tompkins Light hierher verlegt. Die Freigabe der Verrazano-Narrows Bridge 1965 machte das Bauwerk obsolet. Nach vielen Jahren außer Betrieb wurde es restauriert und 2005 von Freiwilligen auf Solarbetrieb umgestellt.

## Belege
1. ↑  ARLHS World List of Lights
2. ↑  Lighthousefriends.com